# Bengt Hassis
Bengt Hassis, född 11 januari 1957, är en svensk tidigare längdskidåkare som på klubbsidan tävlade för Orsa IF. Han vann bland annat två vasaloppssegrar, 1985 och 1986. Han hade rekordtiden mellan 1986 och 1998, då Peter Göransson slog det.
Hassis bedriver numera längdskidskoleverksamhet i Grönklitt. Han är bror till Ola Hassis.

### Fotnoter
1. ↑  ”Vasaloppet”. Vasaloppet. Arkiverad från originalet den 3 december 2013. https://web.archive.org/web/20131203033229/http://www.vasaloppet.se/wps/wcm/connect/989fe080449c33e79e4cff27c64f5ec4/segrare_Vasaloppet_sv3bcd.pdf?MOD=AJPERES. Läst 30 november 2013.
2. ↑  Kjell Erik Kristiansen (23 juli 2008). ”En etapp för Bengt Hassis”. Längd. http://www.langd.se/?id=4498408. Läst 30 november 2013.